# Верхнее Пигмозеро
Ве́рхнее Пи́гмозеро — российское озеро в Медвежьегорском районе Республики Карелия.

## Общие сведения
Расположено в северо-западной части Заонежского полуострова, вытянуто с северо-запада на юго-восток. Площадь водосборного бассейна — 67,0 км², высота над уровнем моря — 53,0 м.
Котловина ледникового происхождения.
Берега низкие, песчаные, покрыты хвойным лесом.
Основной приток — река Телька в северной части озера. Стоком является река Пигмозерка в южной части, впадающая в Нижнее Пигмозеро. Два острова.
Верхнее Пигмозеро — водораздельное: с восточной стороны водоёма вытекает безымянный водоток, впадающий в Нижнее Уницкое озеро, через которое протекает река Уница, также впадающая в Онежское озеро.
Дно ровное, 80 % составляет ил. Высшая водная растительность представлена в основном тростником и камышом в заливах озера.
В озере обитают плотва, щука, окунь, налим, ёрш.